# Spiritual Healing
Spiritual Healing er det tredje album af det amerikanske dødsmetal-band Death, som blev udgivet den 16. februar 1990, gennem Combat Records. Titlen kommer fra en tid hvor helbrederen Peter Popoff blev afsløret som en fusker på The Tonight Show Starring Johnny Carson af James Randi. Udgivelsen var den første af Deaths albums til at indoperere progressive elementer, mere varieret tidssignatur og længere sange. Manageren Eric Greif spillede keyboard-delene, der lyder som et kirkeorgel under pausen på titelsporet "Spiritual Healing".

## Spor
1. "Living Monstrosity" (Chuck Schuldiner) – 5:08
2. "Altering the Future" (Schuldiner, Terry Butler) – 5:34
3. "Defensive Personalities" (Schuldiner, Butler) – 4:45
4. "Within the Mind" (Schuldiner, James Murphy) – 5:34
5. "Spiritual Healing" (Schuldiner) – 7:44
6. "Low Life" (Schuldiner, Murphy, Butler) – 5:23
7. "Genetic Reconstruction" (Schuldiner, Murphy, Butler) – 4:52
8. "Killing Spree" (Schuldiner, Murphy) – 4:16